# ونسان سیگال
ونسان سیگال (انگلیسی: Vincent Ségal؛ زادهٔ ۲۷ آوریل ۱۹۶۷) آهنگساز و نوازنده ویولنسل و گیتار بیس اهل فرانسه است.

او در آکادمی ملی موسیقی لیون و مرکز هنرهای بنف در کانادا تحصیل کرده است. شهرت او بیشتر به خاطر تنوع همکاری‌ها و پروژه‌های غیر متعارفش است. او با استیو نیو، الویس کاستلو، سزاریا اوورا، کارلینیوس براون، گروه رگی فرانسوی ترایو و فرانک مونه همکاری داشته است.